# Караван смерти (спецподразделение)
Караван смерти (исп. Caravana de la muerte) — название, закрепившееся за спецподразделением чилийской армии, которое по приказу Аугусто Пиночета исполнило (или привезло приказ исполнить) более 70 смертных приговоров политзаключённым в различных тюрьмах страны (по данным организации "Memoria y Justicia", подразделение убило 97 человек).

## Караван смерти
Специальное подразделение, состоявшее из нескольких офицеров чилийской армии, позже занявших высокие посты, и двух пехотинцев охраны, было сформировано осенью 1972 г. Возглавлял «караван смерти» генерал Серхио Арельяно, располагавший документом, согласно которому он являлся «представителем главнокомандующего и главы правительства (хунты)».  Подразделение начало облёт военных тюрем 30 сентября 1973 г. на вертолёте. Все тюрьмы на тот момент находились под прямым контролем и управлением чилийской армии. «Караван смерти» посетил все основные тюрьмы страны, где содержались под стражей политические противники режима Пиночета. По прибытии на место Арельяно предъявлял свои полномочия и приказывал казнить названных им заключённых. Нередко казнь осуществляли сами участники «Каравана смерти». Тела погибших не выдали родным для погребения — их захоронили в непомеченных могилах, и даже сам факт расправы властями скрывался многие годы.

## Последствия
Несмотря на то, что количество жертв «каравана смерти» невелико в сравнении с общим количеством жертв репрессий в Чили, он получил особо печальную и мрачную славу. Расправы прошли, когда власть хунты утвердилась в стране и изолированные от своих сторонников заключённые не представляли для Пиночета прямой опасности. Их жестокое и совершённое без видимой необходимости убийство стало символом репрессивной машины чилийской хунты. В 1998 г. испанский судья Бальтасар Гарсон именно по итогам расследования деятельности «Каравана смерти» и роли Пиночета в его создании потребовал задержать чилийского экс-диктатора и участников данной операции. В самом Чили громкий резонанс вызвало выступление бывшего генерала чилийской армии Хоакина Лагоса. После переворота он, от имени Пиночета, выполнял функции командующего войсками в северной части страны, оказавшись свидетелем и соучастником казней, совершённых «Караваном смерти». По его словам, присланные Пиночетом офицеры убивали осуждённых с подчёркнутым садизмом, часто предваряя казнь жестокими истязаниями. Потрясённый увиденным, Лагос сначала попытался добиться у Пиночета осуждения исполнителей, убедившись в бесцельности этого, подал в отставку и позже превратился в одного из противников режима. В Чили также предпринимались попытки привлечь живых участников «Каравана смерти» к ответственности, наконец в 2008 г. Серхио Арельяно был приговорён к шести годам лишения свободы, но в том же году был выпущен ввиду тяжёлых возрастных заболеваний. Также в эти годы были осуждены некоторые другие офицеры из подчинённых Арельяно.